# 安徽省巢湖管理局
安徽省巢湖管理局是2011年8月地级巢湖市被撤销后成立的一个副厅级机构，由安徽省人民政府管辖，统一管理巢湖规划、水利、环保、渔政、航运、旅游等事务。